# Capela de Nossa Senhora da Conceição (Foz do Douro)
A Capela de Nossa Senhora da Conceição é uma capela localizada na freguesia da Foz do Douro no gaveto da Rua do Padre Luís Cabral com a Rua de Diogo Botelho, na cidade do Porto, em Portugal.
Trata-se de um imóvel em vias de classificação, em estilo barroco, atribuível a Nicolau Nasoni.

## História
Esta capela, cujo ano de construção não se conseguiu comprovar com exactidão, mas se acredita remontar ao século XIX, tinha como padroeiro o mártir São Sebastião. Mas também não se sabe quando mudou de orago e qual a razão para a mudança. Trata-se de uma capela de pequenas dimensões, cujo aspecto denota o sabor do barroco portuense. Um autor possível da capela é Nicolau Nasoni, um arquitecto italiano autor de várias obras na cidade como a Torre dos Clérigos, ou então de um dos seus discípulos. É constituída por três altares e nave única. No altar-mor estão Nossa Senhora da Conceição, Santa Ana e São Sebastião. Nos altares colaterais estão São Francisco de Assis e a Rainha Santa Isabel.
Em tempos, quem celebrava os festejos à "Padroeira do Reino" era a Confraria de Nossa Senhora da Conceição, uma de muitas confrarias que existiram na cidade, e que poderá eventualmente ser a responsável pela construção da capela. Hoje, as festividades à santa são feitas pela paróquia de São João Baptista da Foz do Douro, sempre no dia oito de Dezembro.
Foi o carpinteiro Sr, Manuel Joaquim Ferreira que encontrou os possíveis manuscritos que identificariam a data da construção e o seu projetista, e os entregou ao senhor António Carvalho. Aquando do restauro da capela em 1941, Manuel Ferreira reparou que a parte de trás da imagem de Nossa Senhora da Conceição se deslocava deixando à mostra um orifício do qual retirou, juntamente com António Carvalho, um dos elementos da confraria, vários manuscritos acerca da construção do templo. Esses manuscritos foram guardados por António Carvalho no seu cofre particular, sendo que depois do seu falecimento não foram encontrados, estando desaparecidos até à data. Fonte do livro, Onde o rio acaba e a Foz do Douro começa, Sebastião Oliveira Maia.

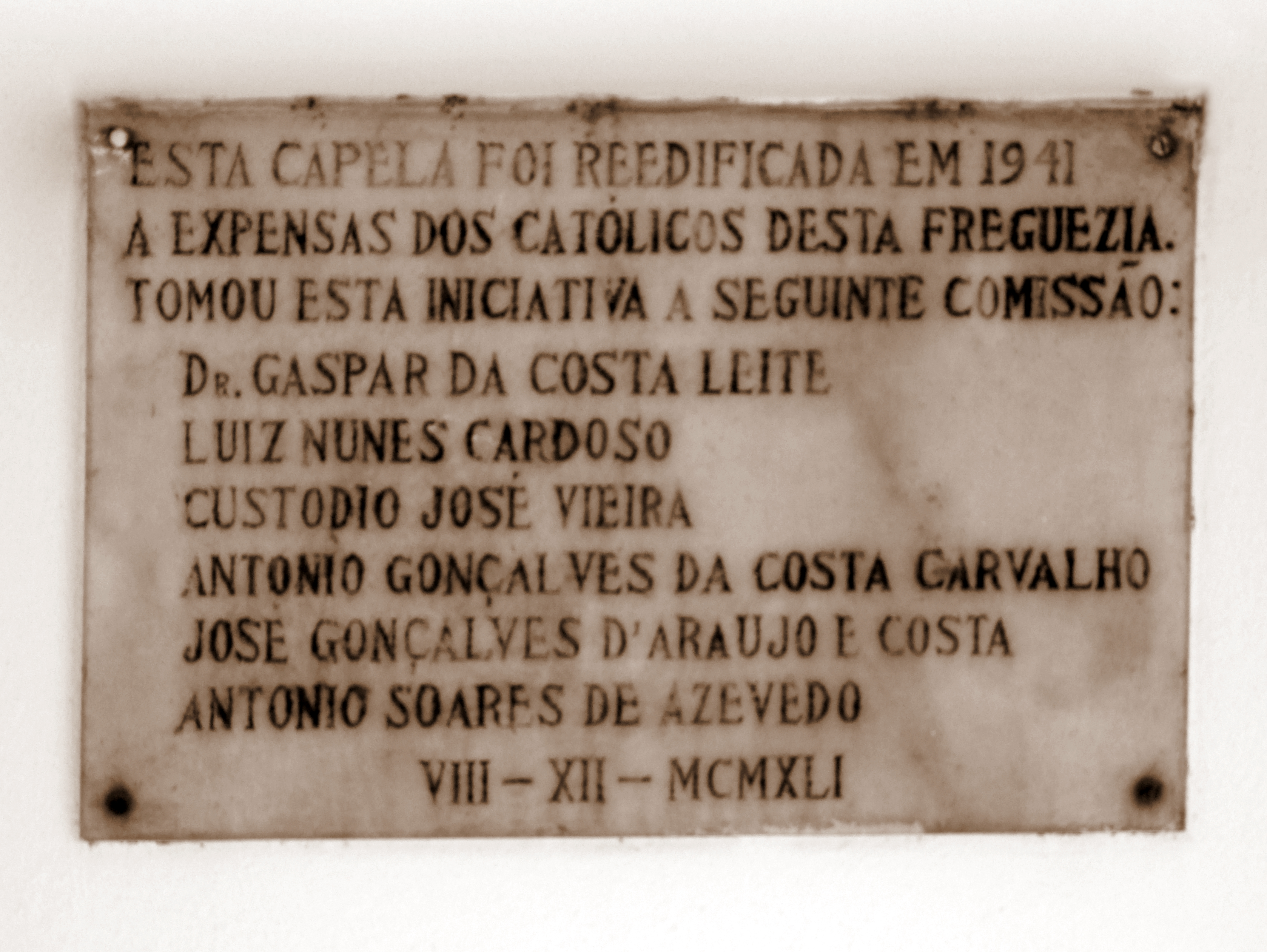
Lápide de 1941, evocativa da reconstrução
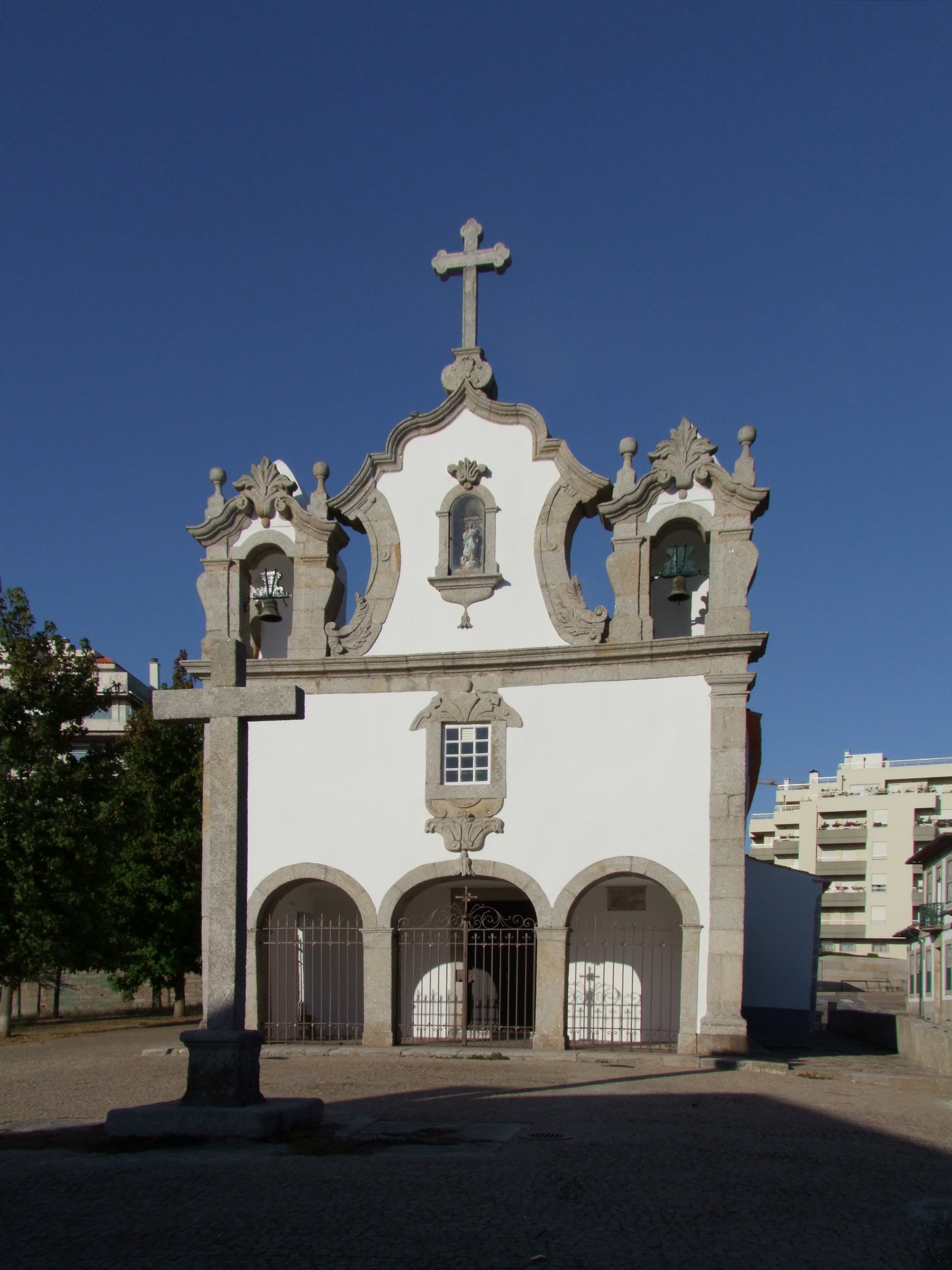
Vista do adro e cruzeiro
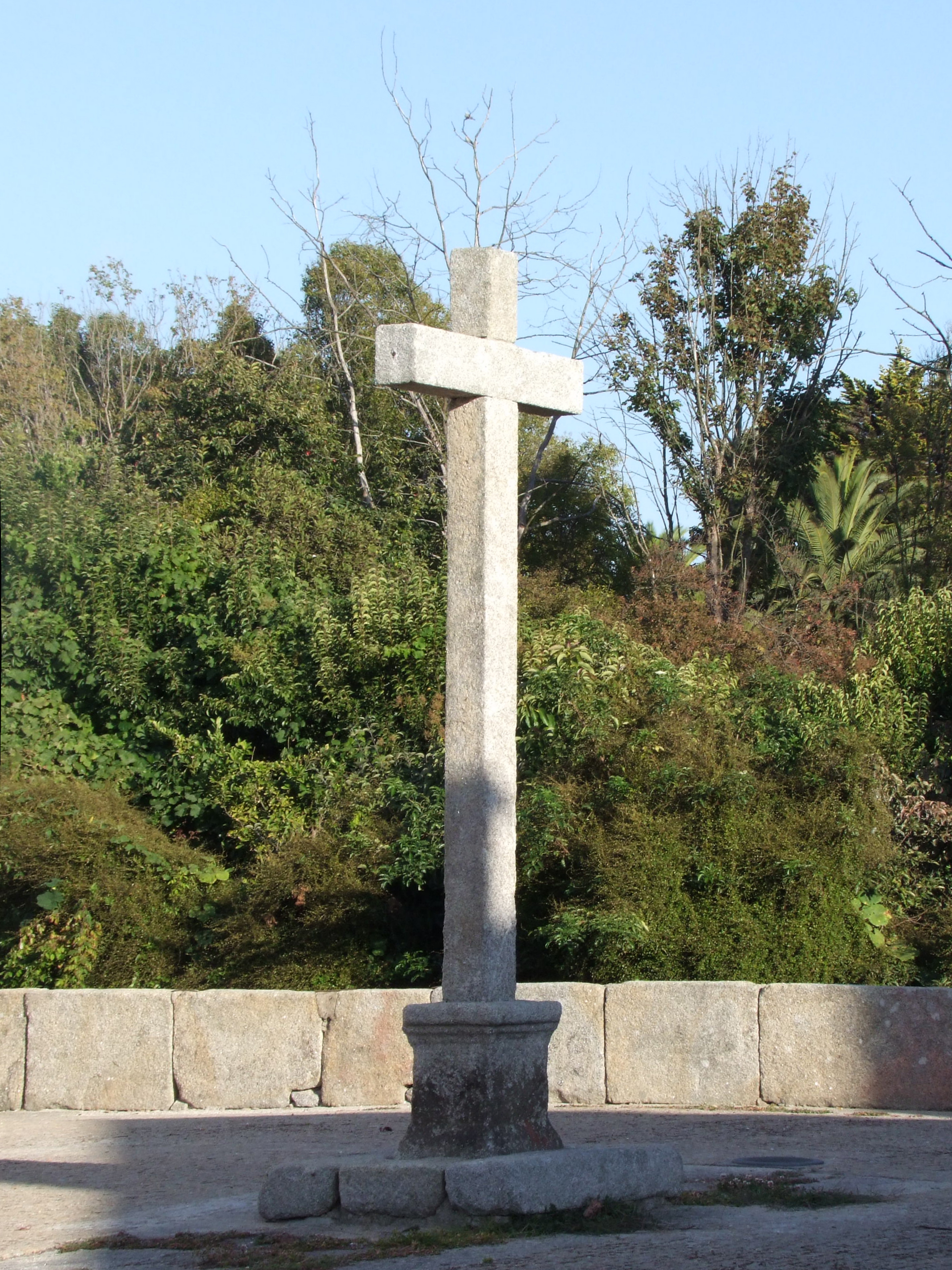
Detalhe do cruzeiro